# Burguillos
Burguillos is een gemeente in de Spaanse provincie Sevilla in de regio Andalusië met een oppervlakte van 43 km². In 2007 telde Burguillos 4876 inwoners.

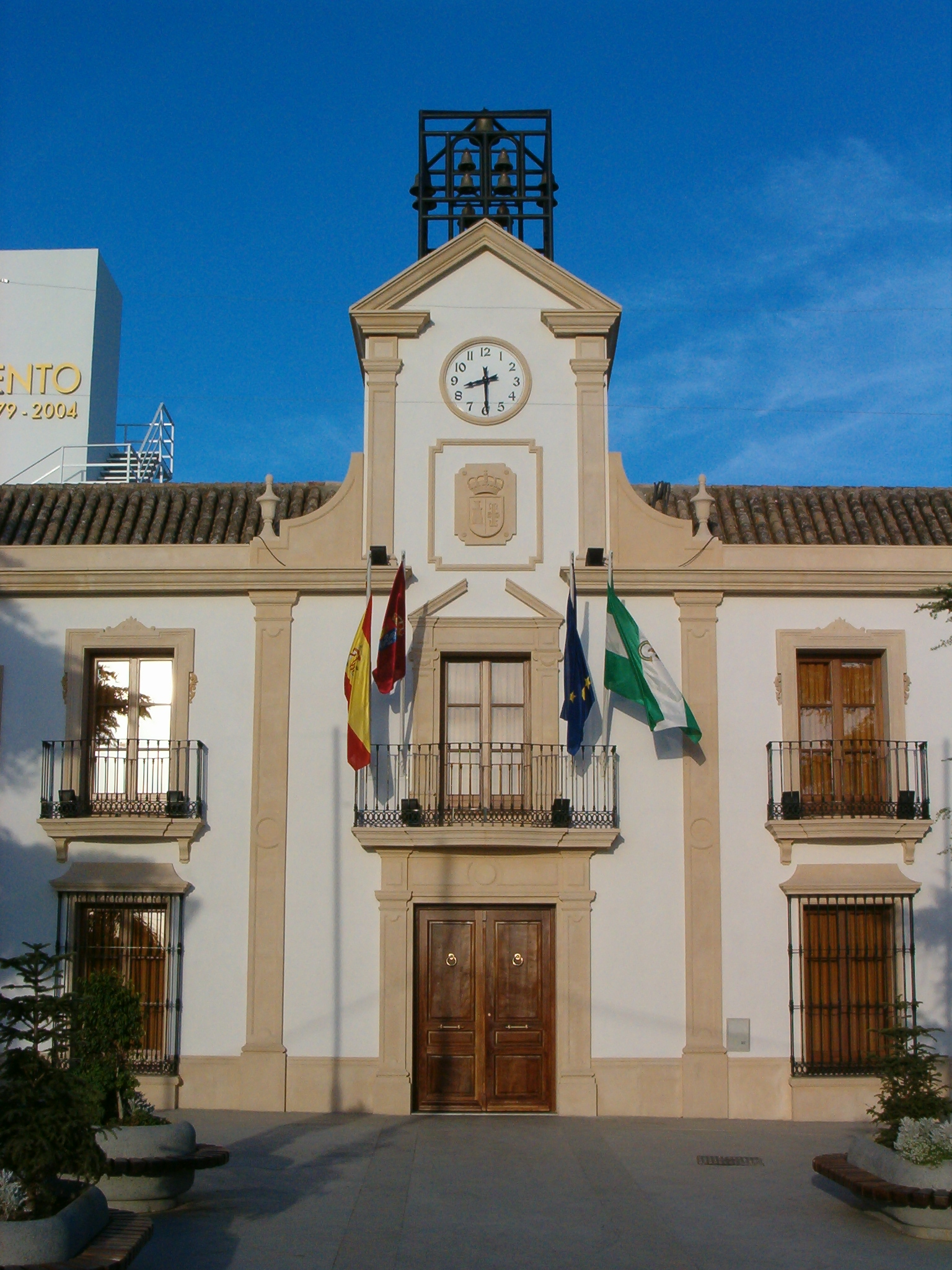
Gemeentehuis van Burguillos

## Demografische ontwikkeling
Bron: INE, 1857-2011: volkstellingen